# Eugenia
Eugenia là một chi thực vật có hoa trong họ Myrtaceae. Các loài trong chi này phân bố rộng rãi trên toàn thế giới, mặc dù tỷ lệ không đồng đều, ở các vùng nhiệt đới và cận nhiệt đới. Phần lớn, trong số khoảng 1.100 loài, sinh sống ở các khu vực nhiệt đới Tân Thế giới, đặc biệt là ở phía bắc dãy Andes thuộc miền đông Brazil, vùng Caribe và Rừng Đại Tây Dương (rừng ven biển). Các khu vực tập trung đa dạng khác bao gồm New Caledonia và Madagascar. Nhiều loài ở Cựu Thế giới đã nhận được một phân loại mới vào chi Syzygium.

## Các loài tiêu biểu
- Eugenia angustissima O.Berg – needle-leaf cherry
- Eugenia azeda M.Sobral – feijoa pitanga
- Eugenia brasiliensis Lam. – grumichama (Brazil)
- Eugenia brevistyla D.Legrand (Brazil)
- Eugenia calycina Cambess. - savannah cherry
- Eugenia candolleana – rainforest plum
- Eugenia capensis – dune myrtle, Eastern Cape myrtle (South Africa)
- Eugenia cerasiflora Miq.
- Eugenia cereja D.Legrand – mountain cherry
- Eugenia copacabanensis  – Copacabana Beach pitanga (Atlantic Coast restingas in the state of Rio de Janeiro, Brazil)
- Eugenia coronata
- Eugenia dysenterica DC. a.k.a. Stenocalyx dysentericus O.Berg
- Eugenia earthiana (Costa Rica)
- Eugenia ekmanii
- Eugenia fernandopoana
- Eugenia florida – rainforest cherry, guamirim cereja
- Eugenia foetida
- Eugenia fulva
- Eugenia involucrata – cherry of the Rio Grande
- Eugenia klotzschiana O.Berg – cerrado pear
- Eugenia koolauensis O.Deg – Koʻolau eugenia, nioi (Islands of Molokaʻi and Oʻahu in Hawaii)
- Eugenia lamprophylla
- Eugenia luschnathiana Klotzsch & O.Berg – Bahia pitomba (Bahia, Brazil), not to be confused with Talisia esculenta
- Eugenia mabaeoides Wight.
- Eugenia neomyrtifolia
- Eugenia orbiculata
- Eugenia palumbis – agatelang
- Eugenia petrikensis
- Eugenia pitanga (O.Berg ex Mart.) Kiaersk. – pitanga-peba, creeping pitanga
- Eugenia punicifolia (Kunth) DC.
- Eugenia pyriformis Brazil – uvaia, uvalha
- Eugenia pruniformis Brazil – azeitoninha-da-praia (little beach olive)
- Eugenia reinwardtiana (Blume) DC. – mountain stopper, Cedar Bay cherry, beach cherry (Queensland in Australia, Indonesia, Pacific Islands)
- Eugenia repanda – pitanga-jambo
- Eugenia roxburghii DC.
- Eugenia selloi – pitanga-tuba, pitangola
- Eugenia sellowiana – field uvaia, field perinha, sweet uvainha
- Eugenia singampattiana Beddome
- Eugenia speciosa – ibaijuba, bush orange
- Eugenia stipitata McVaugh – arazá-boi (Amazon Rainforest)
- Eugenia subterminalis – bush cherry, smooth pitanga of the shade
- Eugenia sulcata – pitanga-preta
- Eugenia truncata
- Eugenia umtamvunensis (South Africa)
- Eugenia uniflora L. – Suriname cherry, pitanga (Neotropics)
- Eugenia uruguayensis Cambess.
- Eugenia victoriana – guayabilla (northern South America)